# Kelly Holland
Kelly Holland (Dallas, Texas; 9 de diciembre de 1952) es una directora y productora de cine pornográfico estadounidense. Fue también CEO, editora y propietaria de Penthouse Media Group.

## Carrera
Comenzó en el cine convencional como documentalista, para más adelante, en el año 1994, derivar en la dirección de películas de entretenimientos para adultos bajo un contrato exclusivo con el estudio Vivid Entertainment, con la que grabaría varias entregas de series como Bad Girls o Extreme Sex. Luego dirigió películas para otras compañías como Penthouse, Wicked Pictures, Chick Media, Playgirl, Pulse Distribution, East West, Sin City o Adam & Eve, con la que filmó 22 entregas de la laureada serie Naked Hollywood. Se convirtió en jefa de producción de Playgirl TV en 2005 y apareció en varios medios de comunicación como portavoz de la compañía.
Fue fundadora de Chick Media, una corporación multimedia que produce obras originales audiovisuales eróticas para mujeres. En 2009, se convirtió en productora ejecutiva de Penthouse Films, con la que se mantuvo dirigiendo películas.
En 2016, Holland se convirtió en el CEO y propietaria de Penthouse Global Media. Fue la responsable de una revisión completa de la marca y sus propiedades. Además de supervisar la producción audiovisual, gestionó los diez canales satelitales de la compañía en 100 países, las licencias de productos, las publicaciones internacionales y los Penthouse Clubs.
Centrada en la parte financiera y empresarial de la marca, dejó activamente la dirección de películas, habiendo rodado más de 420 producciones desde sus inicios en 1994.
En 2017 ingresó en el Salón de la fama de los Premios AVN.